# Mahanoy City, Pennsylvania
Mahanoy City là một thị trấn thuộc quận Schuylkill, tiểu bang Pennsylvania, Hoa Kỳ. Năm 2010, dân số của thị trấn này là 4162 người.